# 4 Sagittarii
Désignations
4 Sagittarii (en abrégé 4 Sgr) est une possible étoile binaire astrométrique située dans la constellation du Sagittaire. Elle est visible à l'œil nu avec une magnitude apparente de 4,74. D'après la mesure de sa parallaxe annuelle par le satellite Gaia, le système est distant d'environ ∼ 408 a.l. (∼ 125 pc) de la Terre. Son étoile visible est une étoile bleu-blanc de la séquence principale de type spectral B9V.